# Kano Pillars FC
Kano Pillars FC is een Nigeriaanse voetbalclub uit Kano. In 1991 haalde de club de finale van de nationale beker. In 2008 werd ze voor het eerst Nigeriaans landskampioen.
Kano Pillars verloor in 2002 een thuiswedstrijd tegen Julius Berger. Daarna bleef de club gedurende een periode van 4446 dagen 202 thuisduels op rij ongeslagen, tot Nassarawa United in augustus 2015 de reeks beëindigde.

## Erelijst
- Nigeriaans landskampioenschap

2007/08, 2011/12, 2013, 2014
- Beker van Nigeria

Finalist: 1991
- Nigeriaanse supercup

2007/08

## Bekende (ex-)spelers
- Abdulrazak Ekpoki
- Sani Kaita
- Ahmed Musa

Abia Warriors · 
ABS FC · 
Akwa United · 
El Kanemi Warriors · 
Enugu Rangers · 
Enyimba · 
Gombe United · 
Ifeanyi Uba · 
Kano Pillars · 
Katsina United · 
Lobi Stars · 
MFM · 
Nasarawa United · 
Niger Tornadoes · 
Plateau United · 
Remo Stars · 
Rivers United · 
Shooting Stars · 
Sunshine Stars · 
Warri Wolves · 
Wikki Tourists